# امبانلا
امبانلا (به لاتین: Ambanella) یک منطقهٔ مسکونی در سری‌لانکا است که در استان مرکزی (سری‌لانکا) واقع شده‌است.